# 納德奇
49°58′37″N 24°5′51″E / 49.97694°N 24.09750°E
納德奇（羅馬化：Nadychi）是烏克蘭西部的村莊，隸屬利維夫州的利維夫區。該村始建於1446年，面積1.02平方公里，2001年人口371，人口密度每平方公里362.66人。